# Manastigma elsa
Manastigma elsa är en fjärilsart som beskrevs av William Chapman Hewitson 1877. Manastigma elsa ingår i släktet Manastigma och familjen juvelvingar. Inga underarter finns listade i Catalogue of Life.